# Phrurolithus pennatus
Phrurolithus pennatus är en spindelart som beskrevs av Takeo Yaginuma 1967. Phrurolithus pennatus ingår i släktet Phrurolithus och familjen flinkspindlar. Inga underarter finns listade i Catalogue of Life.